# Bellini (projet)
Pour les articles homonymes, voir Bellini.
Bellini est un groupe allemand de dance.

## Biographie
Les producteurs de Bellini sont Ramon Zenker et Gottfried Engels.
Leur musique est principalement de la samba remixée à la sauce dance. En France, elles se sont fait connaître grâce au tube Samba de Janeiro (contenant un sample par Airto Moreira).

## Discographie

### Album
| Année | Titre                        | Meilleure position | Meilleure position | Meilleure position |
| Année | Titre                        | Allemagne          | Autriche           | Suisse             |
| ----- | ---------------------------- | ------------------ | ------------------ | ------------------ |
| 1997  | Samba de Janeiro – The Album | 63                 | 26                 | 47                 |

### Singles
| Année | Titre            | Meilleure position | Meilleure position | Meilleure position | Meilleure position | Album                        |
| Année | Titre            | Allemagne          | Autriche           | Suisse             | Italie             | Album                        |
| ----- | ---------------- | ------------------ | ------------------ | ------------------ | ------------------ | ---------------------------- |
| 1997  | Samba de Janeiro | 2                  | 3                  | 2                  | —                  | Samba de Janeiro – The Album |
| 1997  | Carnaval         | 93                 | —                  | —                  | —                  | Samba de Janeiro – The Album |
| 1998  | Me gusta la vida | 79                 | 30                 | 46                 | —                  | —                            |
| 2001  | Brazil           | 71                 | —                  | 79                 | —                  | —                            |
| 2004  | Tutti Frutti     | —                  | —                  | 78                 | —                  | —                            |
| 2007  | Let’s Go to Rio  | 99                 | —                  | —                  | —                  | —                            |
| 2014  | Samba do Brasil  | —                  | —                  | —                  | 78                 | Festival                     |